# Frankfurt (Oder)
Frankfurt (Oder) là một thành phố thuộc tiểu bang Brandenburg (Đức), nằm trên bờ tây của sông Oder là ranh giới với Cộng hòa Ba Lan.
Từ ngày 1 tháng 1 năm 1999 thành phố được mang tên là "thành phố của Kleist" (Kleiststadt) theo tên của Heinrich von Kleist, sinh ra tại đây năm 1777. Tuy nhiên đây không phải là cách viết chính thức của công sở.